# شيخ سركة (مارغون)
شیخ سرکة (بالفارسية: شیخ سرکه) هي قرية تقع في إيران في قسم مارغون الريفي. يقدر عدد سكانها بـ 25 نسمة بحسب إحصاء 2016.